# Старо Авли
Авли или Авли кьой (на гръцки: Παλιά Αυλή, до 1970 година Αυλή) е историческо село в Гърция, дем Кушница, област Източна Македония и Тракия.

## География
Авли е разположено в южните склонове на планината Кушница, на река Транос Лакос, на надморска височина от 440 метра.

## История

### Етимология
Според Йордан Н. Иванов името идва чрез турското avli, „двор“ от гръцкото αυλή, „двор“.

### В Османската империя
В средновековието вероятно в района е имало манастири, за което свидетелствата топонимите Папулис, тоест Попчето (Ο παππούλης), Келия, тоест Килиите (Τα κελιά), Агия Марина, тоест Света Марина (η Αγία Μαρίνα), както и развалините на манастира „Света Варвара“ на северозапад от Авли.
В XIX век е гръцко село в Правищка каза на Османската империя. На австро-унгарската военна карта е отбелязано като Авликьой (Avliköj) на надморска височина от 400 метра.
Александър Синве (Les Grecs de l’Empire Ottoman. Etude Statistique et Ethnographique), който се основава на гръцки данни, в 1878 година пише, че в Авли (Avli) живеят 360 гърци.
Съгласно статистиката на Васил Кънчов („Македония. Етнография и статистика“) към 1900 година Авли Кьой е гръцко селище и в него живеят 180 гърци. По данни на секретаря на Българската екзархия Димитър Мишев (La Macédoine et sa Population Chrétienne) в 1905 година в Авли Кьой има 180 гърци.
В 1910 година Атанасиос Халкиопулос пише, че в Авли има 300 православни гърци.

### В Гърция
В 1913 година селото попада в Гърция след Междусъюзническата война. След 1924 година в него са заселени малко гърци бежанци. Българска статистика от 1941 година показва 550 жители.
През 60-те години жителите се изселват в новото, разположено по-ниско селище Гефира Авлис и селото е заличено.
| Година    | 1913 | 1920 | 1928 | 1940 | 1951 | 1961 | 1971 | 1981 | 1991 | 2001 | 2011 | 2021 |
| --------- | ---- | ---- | ---- | ---- | ---- | ---- | ---- | ---- | ---- | ---- | ---- | ---- |
| Население | 274  | 181  | 305  | 548  | 423  | 349  |      |      |      |      | 0    | 2    |

В селото е запазена църквата „Свети Илия“ и на 20 юли, Илинден, продължава да става събор. В началото на XXI век някои къщи от старото село започват да се реставрират.

## Личности
Родени в Авли
- Янакис Папайоану, свещеник и андартски деец[5]